# Philadelphia (film)
Philadelphia er en amerikansk dramafilm fra 1993, instrueret og produceret af Jonathan Demme med Tom Hanks i hovedrollen som den AIDS-ramte advokat Andrew Beckett. Tom Hanks vandt en Oscar for bedste mandlige hovedrolle og Bruce Springsteen vandt for bedste sang. Desuden var filmen nomineret til en Oscar for bedste originale manuskript og for bedste makeup.

## Medvirkende
- Tom Hanks
- Denzel Washington
- Jason Robards
- Antonio Banderas
- Joanne Woodward
- Mary Steenburgen
- Charles Napier
- Roberta Maxwell
- Buzz Kilman
- Karen Finley
- Daniel Chapman
- Jeffrey Williamson
- Charles Glenn
- Ron Vawter
- Anna Deavere Smith
- Stephanie Roth
- Lisa Talerico
- Julius Erving

## Ekstern henvisning
- Philadelphia på Internet Movie Database (engelsk)
- Philadelphia på Filmdatabasen
- Philadelphia på Scope
- Philadelphia i Svensk Filmdatabas (svensk)
- Philadelphia på AlloCiné (fransk)
- Philadelphia på MovieMeter (nederlandsk)
- Philadelphia på AllMovie (engelsk)
- Philadelphias profil hos Encyclopædia Britannica Online (engelsk)
- Philadelphia på Turner Classic Movies (engelsk)
- Philadelphia på The Movie Database (engelsk)